# Szomolányi Imre
Szomolányi Imre (1891. – Magyarország, 1920 januárja) szociáldemokrata, később kommunista érzelmű költő, drámaíró, munkásbiztosító-pénztári tisztviselő.
Krisztus nekünk igérte az eget 
S a poklot itt feledte.

## Élete
Antimilitarista verseit 1915-től kezdve leadta az Ifjúmunkás, a Nép, a Népszava, illetve a Kassai Munkás is. A Balatonvidék című lap 1915. áprilisi számában megrótták háborúellenessége miatt. A Somló Dezső szervezte színjátszó mozgalomban is részt vett, itt mutatták be drámáit. Egyik színdarabja (Karácsony) 1916 végén háborúellenessége miatt feketelistára került. Szomolányinak szerepe volt az 1918. januári sztrájk megszervezésében, az év végén pedig belépett a Kommunisták Magyarországi Pártjába. A Magyarországi Tanácsköztársaság bukása után Bécsbe ment, ám foglyul ejtették, visszavitték Magyarország területére, és meggyilkolták.